# Sabbat

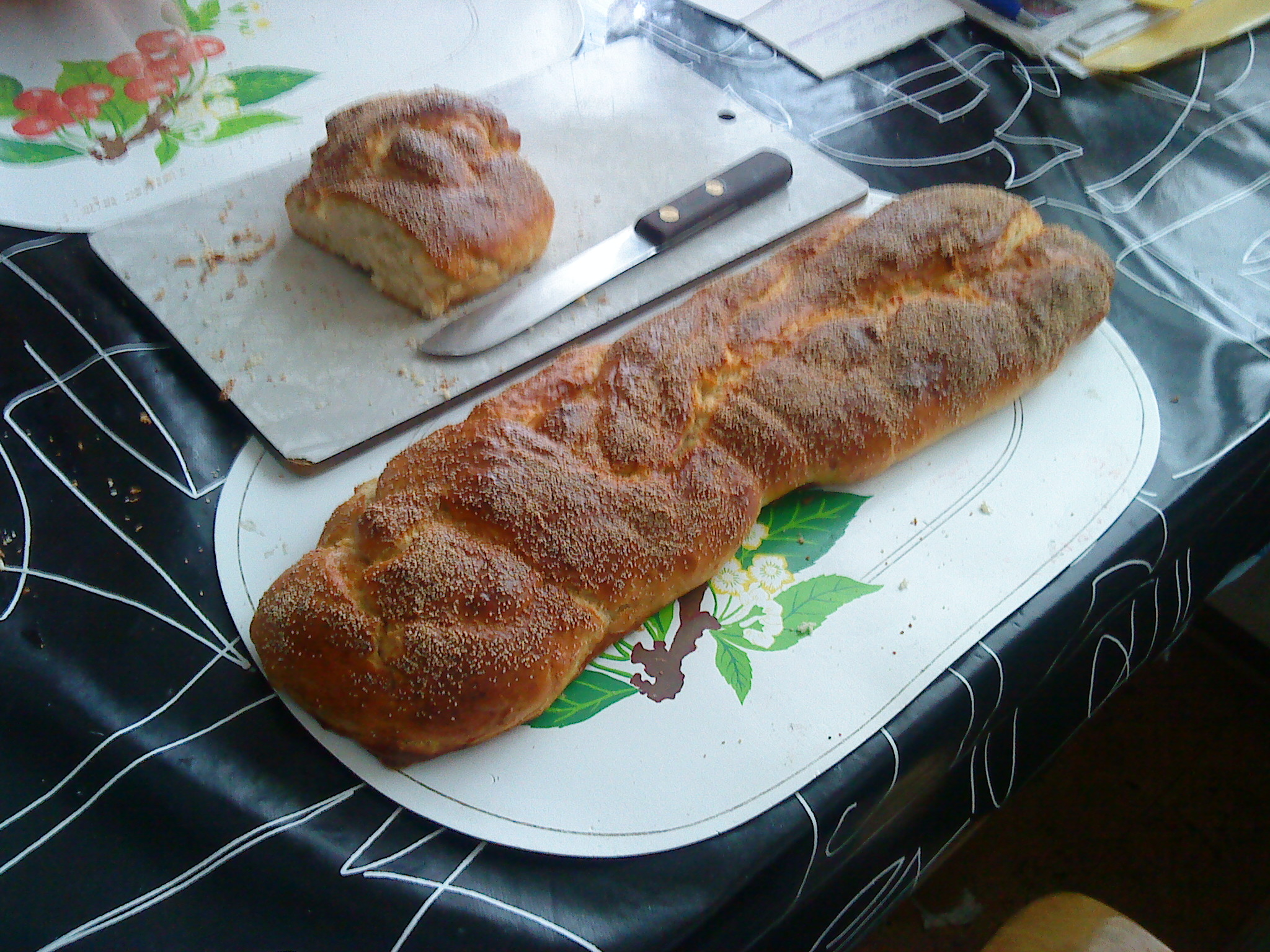
Chalot (Sabbatsbröd).

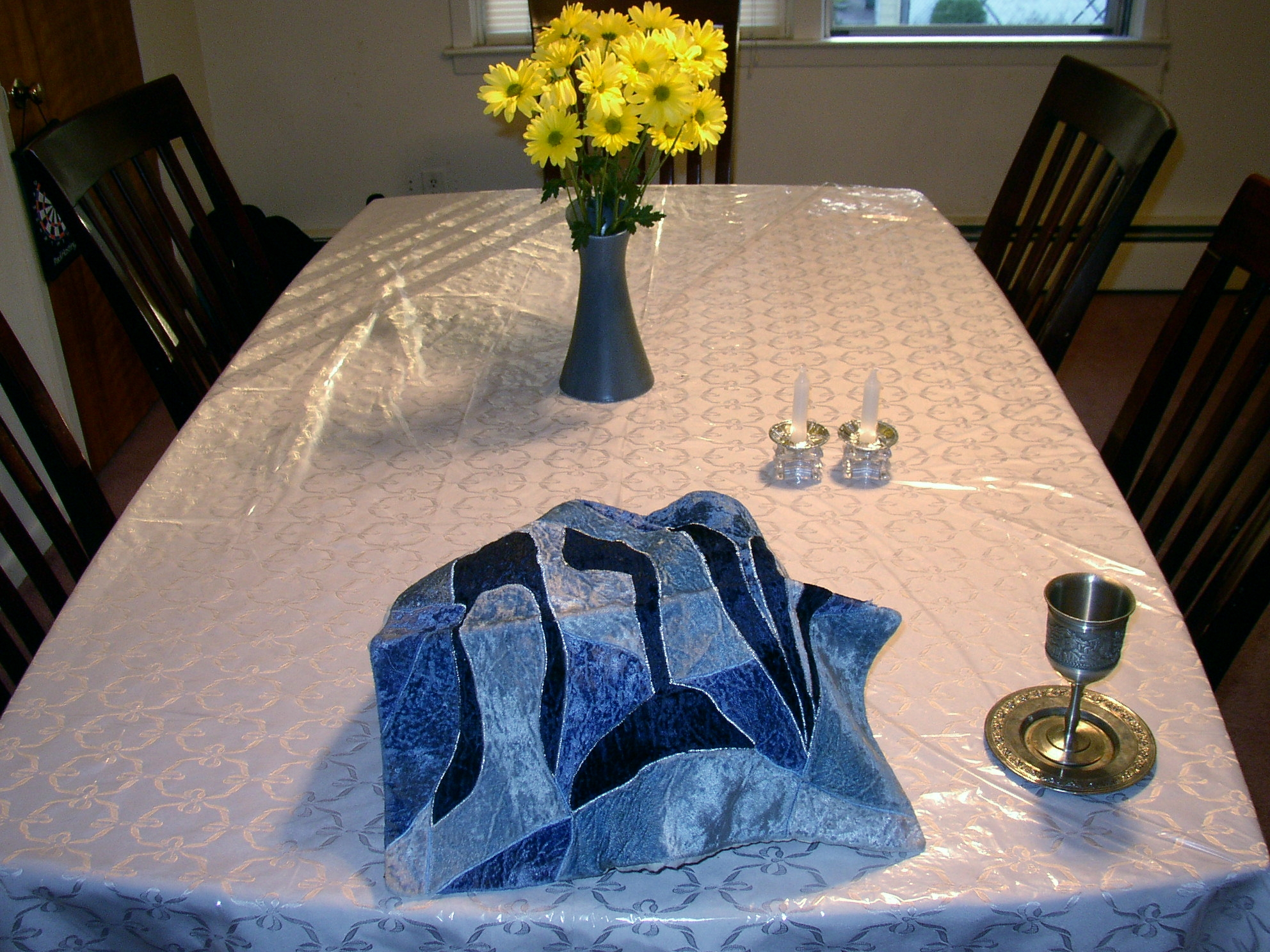
Sabbatsdukning.

Shabbat, även shabbos eller shabbes, på svenska sabbat, är den bibliska samt judiska vilodagen. Sabbat firas varje vecka, från solnedgången fredag kväll tills "tre stjärnor syns" på lördag kväll, för att ge möjlighet att begrunda världens skapelse. Sabbat har mycket stor vikt i den judiska religionen, vilket gör den till en av de viktigaste högtiderna inom judendomen.
Även en del kristna grupper firar sabbat varav den största utgörs av sjundedagsadventister.
Sabbaten omnämns tidigt i Bibeln i 1:a Mosebok då Gud efter att ha skapat världen vilar på den sjunde dagen och välsignar den.
Under Sabbat får - enligt traditionell judisk uppfattning - inget arbete utföras. Det är heller inte tillåtet att resa, att bära saker utomhus, eller att tända och släcka eld. Eftersom elektricitet anses som en form av eld är det enligt ortodox judendom heller inte tillåtet att sätta på eller stänga av ström. Dessa förbud får endast brytas för att rädda människoliv ("pikuach nefesch"). Konservativ och i synnerhet progressiv (reform eller liberal) judendom har mildrat dessa regler kraftigt.
Sabbatsfirandet inleds med att någon av de närvarande kvinnorna (i en familj hustrun) tänder levande ljus och läser en välsignelse över dem. Finns inga kvinnor närvarande utförs ritualen dock av en man. I en familj välsignar därefter fadern barnen och läser den aronitiska välsignelsen.
Under fredagskvällen äter man också en liten festmåltid, som inleds med kiddusch, ett helgande av Sabbat, genom att man läser välsignelser över vinet, det särskilda sabbatsbrödet challah samt Shabbat. Detta sker på hemmaplan.
Lördagsmorgonens gudstjänst anses som veckans viktigaste i de flesta riktningar av judendomen. Det är då man läser veckans parasha, ett avsnitt ur Torah. Efter läsningen ur Torah läses också en haftarah, en profettext. Det är ofta en ung pojke som läser ur Torah.
Sabbat avslutas med en ceremoni som kallas Havdalah. En bägare med vin hålls upp och ett ljusarrangemang bestående av minst två sammanflätade ljus tänds. Sedan läses en text där gränsen mellan Sabbats helighet och den övriga veckan markeras. En liten dosa med väldoftande kryddor räcks runt bland de församlade, som sedan håller upp händerna mot havdalahljuset och låter det reflekteras på naglarna. Sedan dricker man ur vinbägaren. På vissa håll finns en tradition att spara en sista del av vinet för att släcka ljuset i. Till sist sjungs sångerna Elijahu Hanavi om profeten Elias, och Shavuah Tov, "en god vecka".

## Ordet
I svenskan har shabbat ända sedan kristendomen infördes kallats sabbat (eller liknande), liksom i många andra europeiska språk, där s- har stämt bättre med vad språkets talare har varit vana vid. Några menar att ordet sabbat bör reserveras för kristen användning och ordet shabbat för judisk; mot sig har en sådan uppdelning att den saknar historisk förankring och råkar i konflikt med ljudskillnadens enkla ursprung.

## Sabbatsår
I judendomen kallas vart 7:e år sabbatsår. I Andra Mosebok 23:10-11 finns ett bud som säger att åkerjorden skall ligga i träda (ligga orörd) det 7:e året. Detta gällde också vingården och olivplanteringen. Tanken var att de fattiga och djuren skulle få äta fritt av skörden detta år.
Året efter vart 7:e sabbatsår (7x7 år) kallades inom judenheten för jubelår.  "Det femtionde året skall nämligen vara heligt. Då ska frihet råda i landet och var och en få tillbaka den mark han tvingats avstå till andra. Det skall vara ett år när all familjeegendom som sålts till andra ska återlämnas till de ursprungliga ägarna eller till deras arvtagare." (Bibeln 3 Mosebok 25)
Det finns dock inga historiska bevis för att lagarna om sabbatsår, jubelår och friår någonsin har efterlevts.

### Sabbatsår i modern betydelse
Sabbatsår i överförd bemärkelse är ett friår då man tar ledigt från sitt normala liv och sysselsättning för att istället ägna sig åt något helt annat. Begreppet används ibland när elever tar studenten och sedan tar ett s.k sabbatsår innan universitetet påbörjas.

## Ändring av kristen vilodag till söndag
När romarriket på 300-talet fick makten över den kristna kyrkan, ändrades vilodagen från den bibliska sabbaten till söndagen, solens dag, som kom att kallas Herrens dag. Katolska kyrkan och senare den lutherska kyrkan, anser att Guds bud om sabbaten, kan ändras till att fira en annan dag som vilodag, nämligen söndagen. Ändringen är alltså grundad på kyrklig auktoritet och tradition. Det finns dock flera kristna samfund som inte håller med om att man kan göra en sådan ändring av något som enligt Bibeln är bestämt av Gud. Det största av de samfunden är Sjundedagsadventisterna, vars medlemmar iakttar sabbaten varje vecka från solnedgång på fredag till solnedgång på lördag.